# 1873. évi krach
Az 1873. évi válságot a „három k” időszakának is nevezik, hiszen ekkor tetőzött a kolerajárvány, ekkor volt a pénzügyi krach és Bécsben a világkiállítás.

## Előzmény
Magyarország 1869-ben egy kisebb válságba került, amelyet a gyenge mezőgazdasági termés következtében a termelés csökkenését eredményezte, illetve az Osztrák Nemzeti Bank hitelrestrikciós politikája idézett elő. A válság jelei leginkább a tőzsdén figyelhető meg, ahol a részvények árfolyam-csökkenése történt. A pénzintézetek körében egy – két kivétellel nem volt számottevő hatása a válságnak. Az 1870-es évek elején a magyarországi bankok közül a saját tőke a pest-budai bankok tőkéjének közel 42%-át adta, ezért a bankok képtelenek voltak a szükséges külföldi tőke felvételére. A nyereség még tartotta a szintjét, vagyis a saját tőke 12%-át. Látszólag ekkor minden rendben zajlott, de igazából már ekkor érezhető a válság előszele. Ez abban nyilvánult meg, hogy a piacok telítődtek és már nem voltak képesek felvenni több pénzt és értékpapírt, ami azért okozott gondot, mert a hausse[1]-t biztosítani kellett, ellenkező esetben ez a tőzsdei fejetlenséget eredményez, vagyis a tőzsdei árak hirtelen drasztikus csökkenését jelentette.
[1] francia eredetű szó, jelentése: tőzsdei áremelkedés, magas áron eladott részvényekből adódóan hatalmas nyereségekre lehetett szert tenni

## A válság

### Pénzügyi krach
A krach szinte minden gazdasági ágat érintett. 1873 májusában következett be a válság először Bécsben majd hazánkban is. Magyarországon 50 bank ment csődbe, melynek nagy része részvénytársaságok voltak. A válság a részvénytőkében is megfigyelhető, 56 millió forintról mindössze 27 millió forintra esett. A Hitelbankot különösebb nem rázta meg ez az időszak, bár az alaptőkét 2 millióval lejjebb határozták meg a deficit fedezés érdekében. A Franko - Magyar Bank (1879) és az Angol - Magyar Bank (1868) számára voltak komoly veszteségek. Az előbb említett bank egyik oka a megalapozatlan alapítások és a rosszul sikerült értékpapír- és ingatlanspekuláció volt. A másik bank számára a csődöt nemcsak a tőzsdei problémák jelentették, hanem a határőrvidéki erdőüzlet és a besztercebányai faüzlet.

### Kolera járvány (1872−1874)
A válság helyzetet tovább fokozta, hogy ekkoriban ütötte fel fejét hazánkban a kolerajárvány is. A kolera terjedésének egyik oka, hogy az emberek a fertőzött vízben élő halakat fogyasztották, emellett alapvető higiéniai hiányosságok is jelen voltak, például nem volt korszerű csatornahálózat a településeken és a közegészségügy sem volt rendesen kidolgozva. A vármegyék különböző módon akarták megállítani a járvány terjedését, ezért vásárokat, búcsúkat és egyéb nagyobb volumenű rendezvényeket betiltották. Tovább nehezítette a vármegyék helyzetét, hogy a betegségekben elhunyt emberek elhelyezése igen költséges volt, illetve a megözvegyült asszonyok és gyerekek rossz kilátásai egy újabb problémát vetett fel. Voltak bátor orvosok, akik segítettek a betegeken, de voltak olyanok is akik féltek a járványtól, ezért nem látták el orvosi feladataikat. A betegség ellenszerét nem ismerték, így a terjedésének megfékezése nagy gondot jelentett. A halálozási adatokról az alábbi linken lehet megtekinteni: 

## Következmény
Az 1870-es évek második szakaszában megkezdődött a válság kiheverése. A problémákat az állam törvénykezéssel, jogszabályok általi szabályzók bevezetésével igyekezett orvosolni. 1875-ben hatályba lépett a kereskedelmi törvény, melyben a válságból okulva a részvénytársaságoknak meg volt tiltva saját részvényük megvásárlása és zálogba vétele.  1878-ban a Monarchia jegybankja átalakult. Hazánknak le kellett mondani az önálló jegyintézetről és az osztrák bank által meghatározott árfolyamot kényszerült elfogadni. A hosszas tárgyalások eredménye végül az lett, hogy az Osztrák Nemzeti Bankot Osztrák-Magyar Bankra nevezték, mely az intézmény binaciolitását erősítette. A központ továbbra is Bécsben maradt, de hazánkban is létrehoztak egy főintézete. Az uralkodó nevezte ki az osztrák és a magyar pénzügyminiszter segítségével a két alkormányzót, az alkormányzó állt az intézet élén. 1887-ben módosították a korábban előírt 200 millió forintot meghaladó jegykibocsátásra vonatkozó 100%-os nemesfémfedezeti előírásokat. A módosítás lehetővé tette, hogy ha a bankot pénzügyi gondok érik, akkor 200 millió forint felett is kiadhat bankjegyet, cserébe 5% adót kell fizetnie. A század végére a gazdaságban megkezdődött a stabilizáció és a helyzet javulását teremtette elő. A járványok megelőzése érdekében az 1890-es évek jelentették a fordulópontot. Ez abban nyilvánult meg, hogy a közterületeket elkezdték takarítani, tisztán tartani, az ivóvizet pedig tisztították különböző módszerekkel, mint például szűrésekkel. A betegeket pedig kórházakban helyezték el. Hat év kellett az országnak, hogy népessége közel ugyanannyi legyen, mint a járvány előtt. Az 1873. évi krach súlyos csapás volt mindenki számára, de ezután egy hosszú regenerálódás következtében sikerült stabilizálni a pénzgazdaságot és a közegészséget, illetve az egyéni higiénia is egyre fontosabbá vált az évek múlásával.